# Ateloglutus velardei
Ateloglutus velardei är en tvåvingeart som beskrevs av Cortes och Jose Valencia 1972. Ateloglutus velardei ingår i släktet Ateloglutus och familjen parasitflugor.
Artens utbredningsområde är Peru. Inga underarter finns listade i Catalogue of Life.